# Paretův diagram

Paretův diagram

Paretův diagram je typ grafu, který je kombinací sloupcového a čárového grafu. Sloupce znázorňující četnost pro jednotlivé kategorie jsou seřazeny podle velikosti (nejvyšší sloupec vlevo, nejnižší vpravo) a čára představuje kumulativní četnost. To znamená, že čára začíná na prvním sloupci a každý další její bod je zvýšen oproti předchozí hodnotě o hodnotu odpovídající kategorii, ke které náleží, tedy nad kterou je zobrazen v grafu. Tak čára ukazuje kumulaci (zde součet) hodnot aktuální kategorie a kategorií, které jsou vlevo od ní. Kumulativní četnost bývá vyjádřena v procentech. Hodnoty procent jsou potom druhou stupnicí na vertikální ose grafu.
Diagram je pojmenovaný podle Vilfreda Pareta. Paretův diagram se používá k znázornění důležitosti jednotlivých kategorií.
Paretův diagram je jedním ze sedmi základních nástrojů zlepšování kvality.
Jiné názorné vyjádření zjištěných výsledků lze zobrazit například pomocí Išikawova diagramu.

## Softwarové nástroje pro tvorbu
Pro vytvoření Paretova diagramu lze využít například Microsoft Excel  nebo OpenOffice, LibreOffice.